# خط طول 111° شرق
خط طول 111° شرق هو أحد خطوط الطول الجغرافية، والتي تمتد من القطب الشمالي الجغرافي إلى القطب الجنوبي الجغرافي، وحسب التحويل الزمني يتقدم خط طول 111° شرق عن خط غرينتش بـ7 ساعات و24 دقيقة.

## من القطب إلى القطب
ينطلق خط طول 111° شرق من القطب الشمالي نحو القطب الجنوبي مرورا بالمناطق التي ترد في الجدول التالي:
| الإحداثيات                           | البلد أو الإقليم أو البحر | ملاحظات |
| ------------------------------------ | ------------------------- | --- |
| 90°0′N 111°0′E / 90.000°N 111.000°E  | المحيط المتجمد الشمالي    | |
| 79°23′N 111°0′E / 79.383°N 111.000°E | بحر لابتيف                | |
| 76°44′N 111°0′E / 76.733°N 111.000°E | روسيا                     | كراسنويارسك كراي — تايميار |
| 74°32′N 111°0′E / 74.533°N 111.000°E | Khatanga Gulf             | |
| 73°55′N 111°0′E / 73.917°N 111.000°E | روسيا                     | كراسنويارسك كراي — لحوالي 14 km ياقوتيا — لحوالي 14 km من 73°49′N 111°0′E / 73.817°N 111.000°E Krasnoyarsk Krai — لحوالي 13 km من 73°40′N 111°0′E / 73.667°N 111.000°E Sakha Republic — من 73°34′N 111°0′E / 73.567°N 111.000°E Krasnoyarsk Krai — من 72°34′N 111°0′E / 72.567°N 111.000°E Sakha Republic — من 70°50′N 111°0′E / 70.833°N 111.000°E إركوتسك أوبلاست — من 59°14′N 111°0′E / 59.233°N 111.000°E بورياتيا — من 56°52′N 111°0′E / 56.867°N 111.000°E كراي عبر البايكال — من 51°41′N 111°0′E / 51.683°N 111.000°E |
| 49°12′N 111°0′E / 49.200°N 111.000°E | منغوليا                   | |
| 43°18′N 111°0′E / 43.300°N 111.000°E | جمهورية الصين الشعبية     | منغوليا الداخلية شنشي – من 39°33′N 111°0′E / 39.550°N 111.000°E شانشي – من 39°0′N 111°0′E / 39.000°N 111.000°E خنان – من 34°43′N 111°0′E / 34.717°N 111.000°E Shaanxi – من 33°29′N 111°0′E / 33.483°N 111.000°E Henan - لحوالي 8 km من 33°16′N 111°0′E / 33.267°N 111.000°E خوبي – من 33°12′N 111°0′E / 33.200°N 111.000°E, crossing the سد الممرات الثلاثة (في 30°49′N 111°0′E / 30.817°N 111.000°E) خونان – من 30°1′N 111°0′E / 30.017°N 111.000°E قوانغشي – من 26°19′N 111°0′E / 26.317°N 111.000°E Hunan – من 25°8′N 111°0′E / 25.133°N 111.000°E Guangxi – من 24°54′N 111°0′E / 24.900°N 111.000°E غوانغدونغ – من 22°38′N 111°0′E / 22.633°N 111.000°E |
| 21°23′N 111°0′E / 21.383°N 111.000°E | بحر الصين الجنوبي         | |
| 19°44′N 111°0′E / 19.733°N 111.000°E | جمهورية الصين الشعبية     | جزيرة هاينان |
| 19°39′N 111°0′E / 19.650°N 111.000°E | بحر الصين الجنوبي         | مرورا عبر the disputed جزر باراسيل |
| 1°36′N 111°0′E / 1.600°N 111.000°E   | ماليزيا                   | سراوق – on the جزيرة بورنيو |
| 1°1′N 111°0′E / 1.017°N 111.000°E    | إندونيسيا                 | جزيرة بورنيو |
| 3°5′S 111°0′E / 3.083°S 111.000°E    | بحر جاوة                  | |
| 6°25′S 111°0′E / 6.417°S 111.000°E   | إندونيسيا                 | جزيرة جاوة (جزيرة) |
| 8°15′S 111°0′E / 8.250°S 111.000°E   | المحيط الهندي             | |
| 60°0′S 111°0′E / 60.000°S 111.000°E  | المحيط الجنوبي            | |
| 66°2′S 111°0′E / 66.033°S 111.000°E  | القارة القطبية الجنوبية   | الإقليم الأسترالي في القارة القطبية الجنوبية, المطالب الإقليمية بالقارة القطبية الجنوبية by أستراليا |